# Les Hill
Les Hill (Randwick, 1º agosto 1973) è un attore australiano.

## Biografia
È conosciuto per la sua partecipazione nella miniserie televisiva Underbelly e per il ruolo da protagonista nella serie televisiva Rescue: Special Ops.
Nel 1996 ha inoltre lavorato con Jeff Bleckner per la realizzazione del film The Beast - Abissi di paura, dove ha interpretato la parte di Spike.
Nel 2009 è nel film Separation City.

## Filmografia

### Cinema
- Flirting, regia di John Duigan (1991)
- Thank God He Met Lizzie, regia di Cherie Nowlan (1997)
- Charcoal, regia di Harry Avramidis - cortometraggio (1999)
- Road Kill, regia di Steve Tyrrell - cortometraggio (2001)
- The Wallet, regia di Jesse Frazer e Martin Horlacher - cortometraggio (2004)
- Candy for My Baby, regia di Ryan Eckersley - cortometraggio (2008)
- Separation City, regia di Paul Middleditch (2009)
- Handyman, regia di Sonia Whiteman - cortometraggio (2014)
- Locks of Love, regia collettiva (2014)
- Crushed, regia di Megan Riakos (2015)

### Televisione
- Pirates Island, regia di Viktors Ritelis – film TV (1991)
- Pacific Drive – serie TV (1996)
- The Beast - Abissi di paura (The Beast) – miniserie TV, episodi 1x01-1x02 (1996)
- Water Rats – serie TV, episodio 3x23 (1996)
- Wildside – serie TV, episodio 2x01 (1999)
- Home and Way – serie TV, 376 episodi (1990-2005)
- East West 101 – serie TV, episodio 1x04 (2007)
- Underbelly – serie TV, 8 episodi (2008)
- Scorched, regia di Tony Tilse – film TV (2008)
- Rescue Special Ops, – serie TV, 48 episodi (2009-2011)
- Terra Nova, – serie TV, 2 episodi (2011)
- House Husbands, – serie TV, 4 episodi (2013)
- Fat Tony & Co, – serie TV, 3 episodi (2014)

- Wonderland, – serie TV, 22 episodi (2015)

- Nine Perfect Strangers - miniserie TV, 8 episodi (2021)